# Twatt (Orkney)

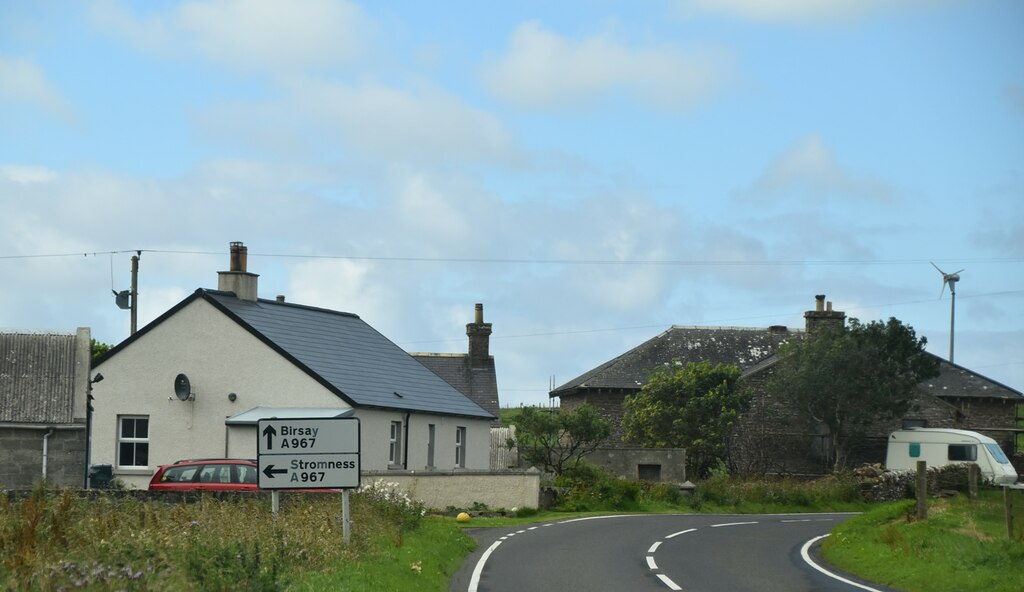
Durchgangsstraße in Twatt

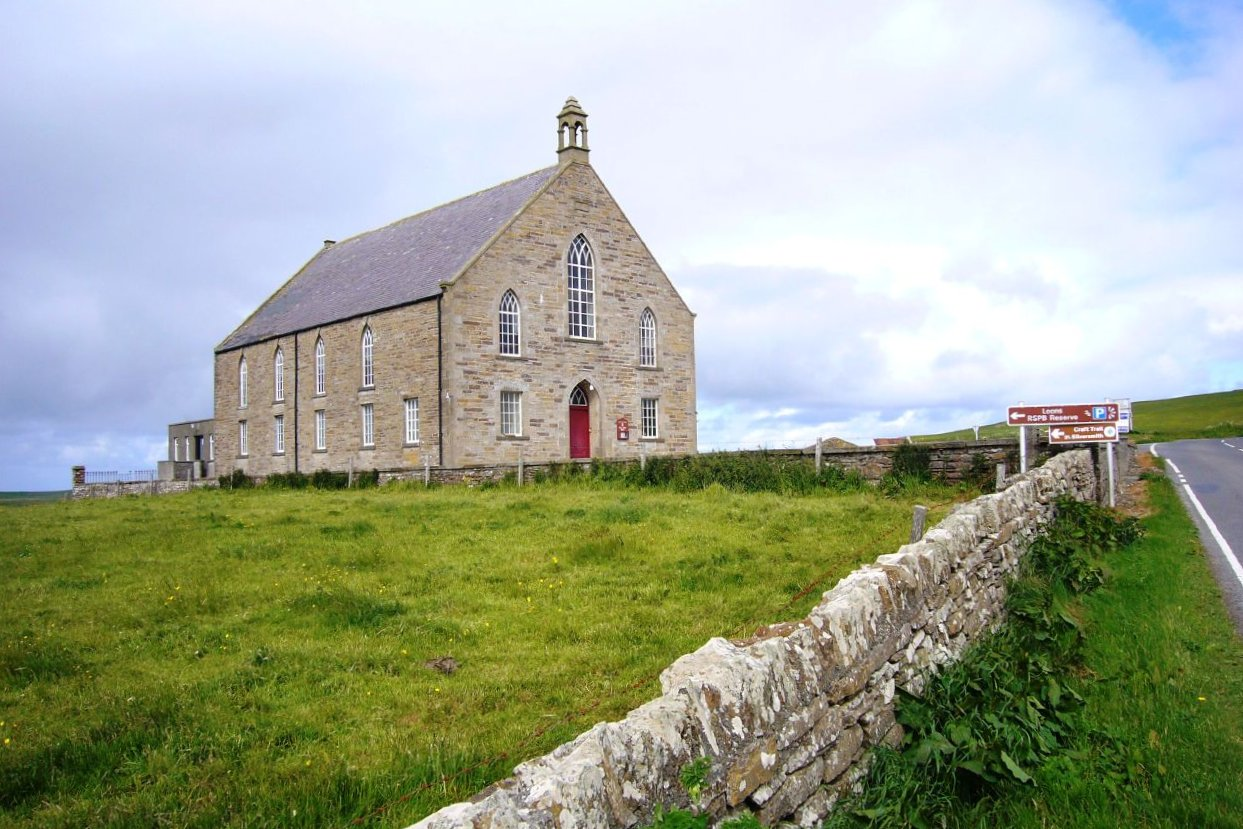
Die Kirche von Twatt

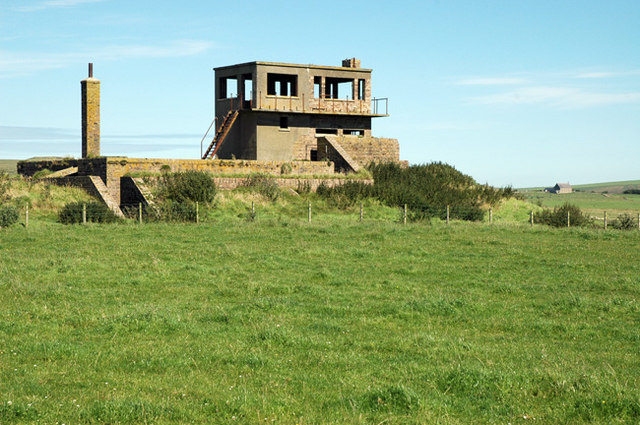
Baulicher Rest des Militärflugplatzes

Twatt ist eine Ortschaft, die im Nordwesten der zu Schottland zählenden Orkneyinseln liegt.

## Geographie
Twatt liegt auf der Insel Mainland im Süden des Sees Loch of Boardhouse. Nach Dounby sind es etwa fünf Kilometer in südöstlicher Richtung.

## Historisches
Im Rahmen der historischen Gliederung Schottlands in Civil Parishes zählt Twatt zu Birsay and Harray. Als Kulturdenkmal ausgewiesen ist ein Burnt Mound, der als Scheduled Monument unter Denkmalschutz steht.
Im Süden des Ortes hatte es mit dem RNAS Twatt einen Militärflugplatz gegeben, der 1949 geschlossen wurde. Das Gelände wurde 1957 verkauft.

## Verkehr
Durch Twatt verläuft die Fernstraße A967, die Stromness im Süden mit Birsay im Norden verbindet. Im Ort stößt auf die A986, die von Finstown im Südosten kommt.